# معضوضة صغيرة الأوراق
معضوضة صغيرة الأوراق (الاسم العلمي:Momordica parvifolia) هي نوع من النباتات تتبع جنس المعضوضة من الفصيلة القرعية.